# Philippa Stroud
Philippa Claire Stroud, baronne Stroud (née en 1965) est une intellectuelle britannique. Elle est directrice générale du Legatum Institute, cofondatrice et ancienne directrice exécutive du think tank Center for Social Justice. Elle est membre du Parti conservateur et est créée pair à vie le 1er octobre 2015 en prenant le titre de baronne Stroud, de Fulham dans le quartier londonien de Hammersmith et Fulham.

## Éducation et carrière professionnelle
Philippa Stroud fait ses études à la St Catherine's School de Bramley et à l'université de Birmingham.
Elle passe dix-sept ans dans des projets de lutte contre la pauvreté et publie un livre sur l'injustice sociale. En 1987-89, elle travaille à Hong Kong et à Macao parmi la communauté des toxicomanes. De 1989 à 1996, elle lance un projet de soutien résidentiel en quatre étapes à Bedford, permettant aux sans-abri de sortir de la rue et de devenir des membres actifs de la communauté. De 2001 à 2003, elle développe un projet pour s'occuper des toxicomanes, des sans-abri et des endettés à Birmingham.

## Carrière politique
En 2003, Philippa Stroud cofonde le Center for Social Justice.
Philippa Stroud est deux fois candidate conservatrice à une élection générale : elle arrive troisième à Birmingham Ladywood en 2005 et le 6 mai 2010, elle est candidate à Sutton et Cheam, arrivant deuxième derrière le libéral démocrate sortant Paul Burstow.
Après les élections générales de 2010, Philippa Stroud est nommée conseillère spéciale du secrétaire d'État au travail et aux retraites et travaille pour aider à créer et à mettre en œuvre les réformes de la protection sociale du gouvernement, notamment le lancement du crédit universel. Elle retourne au Centre pour la justice sociale en 2015. En 2016, le Center for Social Justice suggère que les « risques liés à la vie », notamment le fait de grandir dans un ménage monoparental ou de parents endettés, devraient être pris en compte pour évaluer si les familles pouvaient être classées comme vivant dans la pauvreté.
Philippa Stroud devient directrice générale de l'Institut Legatum en octobre 2016. Sous sa direction, le groupe de réflexion promeut la recherche et les idées démontrant les opportunités et les solutions potentielles pour les politiques commerciales du Royaume-Uni après le Brexit. L'Institut se concentre désormais plus largement sur les avantages du commerce mondial par le biais de sa Commission spéciale du commerce.
En 2016, Philippa Stroud fonde la Social Metrics Commission (SMC) dans le but de créer une nouvelle mesure de la pauvreté au Royaume-Uni pour remplacer la mesure officielle précédente abolie par le gouvernement conservateur en 2015X. En septembre 2018, le SMC, dirigé par Stroud, publie un rapport utilisant la nouvelle mesure de la pauvreté pour le Royaume-Uni qui va au-delà de l'ancienne mesure officielle (qui se concentrait uniquement sur le revenu) en incluant les coûts de la vie de base tels que le logement, la garde d'enfants et le handicap dans le équation. Le rapport révèle que 14,4 millions de personnes vivent dans la pauvreté en 2017, dont 4,5 millions d'enfants. Stroud appelle le gouvernement à utiliser cette nouvelle mesure pour concentrer ses efforts et son attention sur la création de politiques et de solutions visant à réduire les niveaux de pauvreté au Royaume-Uni.
Philippa Stroud est nommée pair à vie en octobre 2015. En 2018, elle prononce des discours à la Chambre des Lords sur les thèmes de la traite des êtres humains, le projet de loi de retrait de l'Union européenne et le projet de loi sur les relations familiales. Elle plaide en faveur de la réduction de la pauvreté au Royaume-Uni à travers son travail au Centre pour la justice sociale, au Legatum Institute et à la Chambre des Lords,.
En 2020, Philippa Stroud devient membre du comité directeur du COVID Recovery Group, sceptique sur le confinement, aux côtés d'un groupe de députés conservateurs qui s'opposent au confinement décidé par le gouvernement britannique en décembre 2020. Ils sont considérés comme un « écho » du Brexiteer European Research Group (ERG) et une réponse des conservateurs d'arrière-ban au parti anti-lockdown Reform UK de Nigel Farage.